# Bento António Gonçalves
Bento António Gonçalves GOL (Montalegre, Fiães do Rio, 2 de março de 1902 – Tarrafal, 11 de setembro de 1942) foi um político revolucionário comunista português, Secretário-Geral do Partido Comunista Português responsável pela reorganização do Partido Comunista Português segundo os princípios da Terceira Internacional Comunista e amplamente envolvido na luta contra o regime do Estado Novo. Assassinado por este regime no Campo de Concentração do Tarrafal por falta de tratamento médico.

## Biografia

### Juventude
Nasce em Fiães do Rio, Trás-os-Montes, filho de pais camponeses, Francisco Gonçalves e Germana Alves, é neto paterno de Teresa Gonçalves e materno de Manuel Galinha (da Galiza) e Maria Alves Rodrigues. Em 1915, após concluir a instrução primária, começa a trabalhar, em Lisboa, como torneiro de madeira, numa oficina no Bairro da Sé. Dois anos depois, em 1917, é aprendiz de torneiro mecânico, frequentando o curso nocturno na Escola Industrial Afonso Domingues. Em 1919, é admitido como torneiro mecânico no Arsenal da Marinha. Entre 1922 e 1926 irá cumprir o serviço militar nas Oficinas Gerais do Caminho-de-Ferro de Luanda como torneiro mecânico, período em que se envolve com o movimento sindical angolano.

### Sindicalista Comunista
De volta a Portugal, sindicaliza-se no Sindicato do Pessoal do Arsenal da Marinha, um dos grandes sindicatos do seu tempo, então com cerca de 1700 trabalhadores associados, e que a partir de 1930 seria afecto à Comissão Intersindical, a recém-criada central sindical comunista, cujo secretário geral seria José de Sousa. Em 1927, Bento Gonçalves é eleito secretário-geral do Sindicato. Em 1927, será nessa qualidade participante do I Congresso dos Amigos da URSS, em Moscovo, a propósito da celebração do 10.º aniversário da Revolução de Outubro, onde será um dos membros da delegação dos operários arsenalistas, a par de Silvino Ferreira e João Pedro dos Santos.

### Reorganização do PCP
Bento Gonçalves ingressa, em 1928, no Partido Comunista Português. Em Abril 1929, convocada por Manuel Pilar, membro do Comité Central do PCP, realizar-se-á a conferência clandestina de militantes comunistas que estará na origem da reorganização do PCP para os moldes do marxismo-leninismo. A par de José de Sousa e Manuel Pilar, Bento Gonçalves será eleito membro da Comissão Provisória, que tinha na prática as mesmas incumbências daquilo a que o PCP passará depois a chamar o Secretariado, isto é, a Direção deste Partido. Bento Gonçalves dedicar-se-á a tempo inteiro ao estudo da teoria marxista e ao PCP, implantando a sua reorganização.

### Secretário Geral do PCP
Bento Gonçalves será eleito Secretário-Geral do Partido Comunista Português na primeira reunião do Secretariado, cargo que ocupará até à sua morte. Será o primeiro Secretário Geral comunista português a ser capaz de estruturar um partido de acordo com os princípios do marxismo-leninismo, em conformidade com as posições da Internacional Comunista. Funda, portanto, com os membros dos Secretariados a que pertenceu, as bases do que viria a ser o PCP dos nossos dias. Este partido passa a estar organizado por células, sub-grupos dentro de um partido dedicados a cada profissão ou zona do país. São fundados o jornal Avante! e a publicação interna O Militante. É criada para os comunistas menores de idade a Federação das Juventudes Comunistas Portuguesas e dado um novo impulso à presença do Socorro Vermelho Internacional em Portugal.

### Primeira Prisão Política
Preso em 1930 pela Polícia de Vigilância e Defesa do Estado no Arsenal do Alfeite em função da sua actividade política, é levado para o Forte de São Julião da Barra. Será deportado para os Açores, onde fica encarcerado na Ilha do Pico. Será depois levado preso para a llha do Sal, e depois para a Ilha do Fogo, onde ficará detido na vila de São Filipe. É libertado pela amnistia de 1932. Em 1933, de novo em liberdade, passou à clandestinidade e reassumiu as suas funções de secretário-geral, ao mesmo tempo que frequentará Escola Naval onde obterá a carta de piloto.

### Apuramento Ideológico do PCP
Bento Gonçalves será nestes anos uma das forças que levaria ao fim do sindicalismo clandestino em Portugal, indo ao encontro das teses da Internacional Comunista, que definiam que a intervenção sindical fosse feita dentro dos sindicatos do regime, tendo em vista a sua conquista. Assim, combaterá o anarquismo e bloqueará o envolvimento dos comunistas em todas as acções de caráter terrorista das quais eram partidários os anarquistas. Travará também tentativas de golpes sem que estivessem reunidas condições de unidade dos trabalhadores que permitissem alcançar uma vitória das ideias comunistas, o que o levará a chamar retrospectivamente à Revolta de 18 de janeiro de 1934, da qual foi um dos principais organizadores, e da qual os militantes comunistas foram uma das principais forças, uma "anarqueirada".

### Segunda visita à União Soviética
Em 1935, Bento Gonçalves chefiou a delegação portuguesa ao VII Congresso da Internacional Comunista em Moscovo, onde foi acompanhado por Álvaro Cunhal, representante eleito pela Federação das Juventudes Comunistas Portuguesas. Pouco depois do seu regresso a Lisboa, numa reunião que visava transmitir as deliberações do congresso de Moscovo a outros dois outros membros do Secretariado do PCP, José de Sousa e Júlio Fogaça, os três são identificados pela polícia política e presos, no exterior do Hotel Avis, em Lisboa.

### No Campo de Concentração do Tarrafal

Bento Gonçalves quando preso pela polícia em 1935

Bento Gonçalves é julgado em Tribunal Militar e condenado a seis anos de desterro, a uma multa pecuniária e à perda de direitos políticos por dez anos. É deportado para Angra do Heroísmo, onde é encarcerado na Fortaleza de São João Baptista. Em 1936, integra o grupo de presos que inaugura o campo de concentração do Tarrafal, em Cabo Verde.
Encarcerado, com os demais militantes comunistas criam a Organização Comunista Prisional do Tarrafal, da qual Bento Gonçalves é o secretário. Após um período privado de informações sobre o exterior, a chegada de novos presos trouxe nova informação sobre a conjuntura internacional, informando-o sobre o início da Segunda Guerra Mundial. Em 1939, na Organização Comunista Prisional do Tarrafal discute a situação política conjeturando uma possível invasão que quebrasse a soberania nacional.
Neste contexto, entrega uma carta ao diretor do campo de concentração, oferecendo o seu apoio «para a defesa da soberania nacional contra qualquer agressão», a chamada "Política Nova", uma proposta de alinhamento com França e Inglaterra para combate à Alemanha em que os comunistas se propõem a dar tréguas ao regime do Estado Novo se este tomasse posição na Guerra a favor dos Aliados. 
Contudo, com o assinar do Pacto de Não Agressão Germano Nazi-Soviético, Bento Gonçalves toma o partido da União Soviética, o que leva à cisão com José de Sousa, também preso no Tarrafal, que é por isso expulso do PCP. Nesse tempo, Bento Gonçalves escreve em sacos de cimento o livro Duas Palavras dedicado à história do movimento operário e Palavras Necessárias sobre o PCP.

### Morte
À semelhança do que acontecia a quase todos os reféns do Tarrafal, Bento Gonçalves contrairá malária, e ali será deixado morrer pela direção da Colónia Penal, sem tratamento médico, vítima de uma biliose.

## Homenagens
A 30 de junho de 1980 foi feito Grande-Oficial da Ordem da Liberdade a título póstumo.
Foi baptizada com o nome de Bento Gonçalves uma rua da freguesia de Marvila em Lisboa.

### Citações
1. 1 2  Bento Gonçalves na página da Organização Regional de Lisboa do Partido Comunista Português.
2. ↑  Aljube.
3. ↑  Pároco. «Registos Paroquiais de Batismo de Fiães do Rio (pag. 2)». Arquivo Distrital de Vila Real
4. ↑  Agostinho Lopes (6 de maio de 1999). «Monumento a Bento Gonçalves». Jornal Avante!. Consultado em 15 de agosto de 2021
5. ↑  Luís Carvalho (15 de junho de 2021). «O discurso de Bento Gonçalves n'A Voz do Operário». A Voz do Operário. Consultado em 15 de agosto de 2021
6. ↑  Partido Comunista Português (6 de março de 2021). «100 Anos de Luta». pcp.pt. Consultado em 15 de agosto de 2021
7. 1 2  São José Almeida (6 de março de 2001). «Atropelados pela História». Jornal Público. Consultado em 15 de agosto de 2021
8. ↑  Dicionário Político (6 de março de 2001). «Gonçalves, Bento António». Dicionário Político Marxists Internet Archive. Consultado em 15 de agosto de 2021
9. ↑  José de Sousa (1898-1967), na página Não Apaguem a memória.
10. ↑  Lusa (30 de setembro de 2018). «Angra do Heroísmo recebeu 500 presos políticos durante o Estado Novo». Jornal Público. Consultado em 15 de agosto de 2021
11. 1 2  Madeira 2011, p. 121.
12. ↑  Madeira 2011, p. 122.
13. ↑  Irene Pimentel (21 de maio de 2009). «Atropelados pela História». Caminhos da Memória. Consultado em 15 de agosto de 2021
14. ↑  Francisco Miguel (1 de agosto de 1975). «Bento Gonçalves». Correio do Planalto. Consultado em 15 de agosto de 2021
15. ↑  Bento Gonçalves na página do Museu do Aljube.
16. ↑  «Cidadãos Nacionais Agraciados com Ordens Portuguesas». Resultado da busca de "Bento Gonçalves". Presidência da República Portuguesa. Consultado em 28 de fevereiro de 2015
17. ↑  «Rua Bento Gonçalves». Código Postal.pt. Consultado em 15 de agosto de 2021

## Ler mais
- Vilaça, Alberto (2003). Bento Gonçalves – Inéditos e Testemunhos. Lisboa: Editorial Avante!. 136 páginas. ISBN 9789725502938
- GONÇALVES, Bento. Palavras necessárias: a vida proletária em Portugal de 1872 a 1927. Porto, ed. de Virgínia Moura, 2.ª ed., 1973.
- GONÇALVES, Bento. Escritos (1927-1930). Recolha, introdução e notas de António Ventura. Lisboa, Seara Nova, 1976.
- CUNHAL, Álvaro; GONÇALVES, Bento; VILARIGUES, Sérgio. O PCP e o VII congresso da Internacional Comunista. Lisboa:  Avante, 1985.